# Chiesa della Madonna delle Grazie (San Paolo d'Argon)
La chiesa di Santa Maria delle Grazie conosciuta anche come Santa Maria in Colle d'Argon è un luogo di culto cattolico di San Paolo d'Argon posto sul colle d'Argon, da cui prende il nome, ed è risalente al XII secolo.

## Storia
La chiesa ha una storia molto antica, vi era infatti un piccolo sacello ampliato tra l'XI e il XII secolo. Il sacello divenne la parte absidale anche se non perfettamente in asse con il nuovo fabbricato. La chiesa era inserita in una struttura monacale benedettina, poi soppressa. Nel 1121 papa Callisto II con una bolla pontificia autorizzò l'allora priore Alberto di farsi carico dell'oratorio di Santa Maria in Argon, del monastero e di altre proprietà, ponendole sotto la protezione della sede vescovile di Bergamo.
Il sacello originale aveva una struttura con stilemi simili al tempio di Santa Croce di Bergamo, e alla chiesa della Madonna dell'Olmo di Verdellino che suggeriscono la sua datazione al periodo preromanico, confermato dalla composizione tricora che riporta all'arte paleocristiana.
La chiesa fu oggetto di ampliamenti con aggiunta di ulteriori locali. Una modifica fu fatta nel 1516, quando furono aggregati due vani posti sia a sud sia a nord che divennero poi il presbiterio della nuova chiesa. 
Nel secolo successivo furono realizzati i due portici laterali con il rifacimento della facciata. Del 1617 è l'ampliamento della cappella posta a meridione dedicata alla Madonna, con la creazione di un nuovo altare, dove fu posta la statua della Vergine.
Sempre nel 1617 furono realizzati gli affreschi di Pietro Baschenis raffiguranti Assunzione della Vergine, Natività di Gesù, e Presentazione di Maria al Tempio, andati perduti. Durante i restauri del XXI secolo si sono rimosse le pitture più recenti, ritenendo di poter recuperare quelle seicentesche, vennero alla luce dipinti molto precedenti, raffiguranti Trasfigurazione di Cristo sul monte Tabor e l'Incoronazione di Maria e i dottori della chiesa probabilmente del Quattrocento. Affreschi risalenti al XV e XVI secolo sono presenti sul lato del porticato esterno, mentre quello risalente al Seicento dell'abside era stato coperto da un'ulteriore dipinto del XIX secolo, poi recuperato.
La chiesa fu oggetto di restauro del 2000 a opera della Soprintendenza Archeologica della Lombardia con il recupero di alcuni decori.

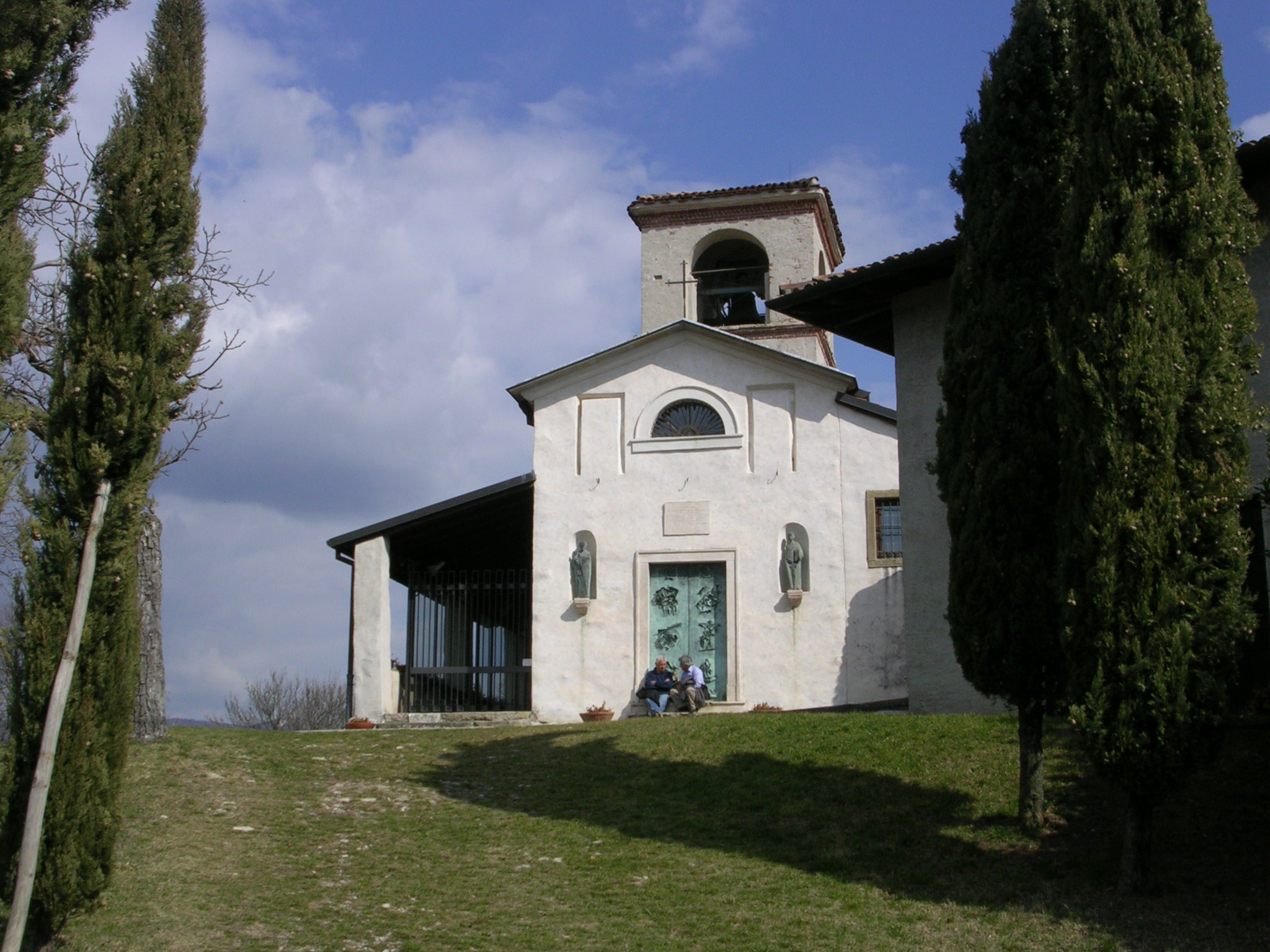
Facciata seicentesca

## Descrizione

### Esterno
L'edificio di culto è posto in una zona a 482 m s.l.m. raggiungibile sia sul versante proveniente da San Paolo d'Argon sia da Torre de' Roveri, e si compone di più corpi di fabbrica risalenti a periodi differenti.
Di particolare interesse è l'antica zona absidale tricora risalente all'edificio originale, con l'esclusione delle finestre rettangolari e del tetto.

### Campanile
La torre campanaria è collocata in posizione centrale e fa da raccordo tra la zona absidale e la navata, posizione dovuta al rimaneggiamento del fabbricato, originariamente era posto sulla facciata. Molti altri edifici sul territorio presentano la medesima soluzione sia nel monastero di Fontanella e a Santa Maria del monte Misma, soluzioni che si collegano ad abbazie francesi cluniacensi.

### Interno
L'interno a unica navata e a pianta rettangolare ha due accessi posti lateralmente, uno che collega con la cappella della Madonna a destra mentre quello a sinistra si collega con il portico esterno. Dopo la cappella mariana vi è un transetto che ospita gli antichi affreschi che potrebbero essere dell'artista Pietro Baschenis: in particolare nella parte della voltina si scorgono quattro clipei con figure femminili, però molto ammalorati. La zona presbiteriale è anticipata dall'arco trionfale, ed è di misura inferiore rispetto all'aula e a pianta trilobata, parte sicuramente più antica.